# Condado de Stewart (Tennessee)
El condado de Stewart  (en inglés: Stewart County, Tennessee), fundado en 1803, es uno de los 95 condados del estado estadounidense de Tennessee. En el año 2000 tenía una población de 12.370 habitantes con una densidad poblacional de 10 personas por km². La sede del condado es Dover.

## Geografía
Según la Oficina del Censo, el condado tiene un área total de 1277 km² (493,1 mi²), de la cual 1187 km² (458,3 mi²) es tierra y 95 km² (36,7 mi²) es agua.

### Condados adyacentes
- Condado de Trigg norte
- Condado de Christian noreste
- Condado de Montgomery este
- Condado de Houston sur
- Condado de Benton suroeste
- Condado de Henry oeste
- Condado de Calloway noroeste

## Demografía
En el 2000 la renta per cápita promedia del condado era de $32 316, y el ingreso promedio para una familia era de $38 655. El ingreso per cápita para el condado era de $16 302. En 2000 los hombres tenían un ingreso per cápita de $31 106 contra $21 985 para las mujeres. Alrededor del 12,40% de la población estaba bajo el umbral de pobreza nacional.

## Lugares

### Ciudades y pueblos
- Bumpus Mills
- Cumberland City
- Dover